# Henry Garrett
Henry Garrett (ur. w Bristolu) – brytyjski aktor filmowy. Studiował w nowojorskim Actors Studio Lee Strasberga. Reprezentował futbol amerykański.

## Filmografia

### Filmy fabularne
- 2008: Actually, Adieu My Love jako Jack
- 2012: Wróg numer jeden jako strażnik Bagram
- 2015: Dániel (film krótkometrażowy) jako Tom
- 2017: Piękna i Bestia jako Król

### Seriale TV
- 2007: Na sygnale jako Jason Fletcher
- 2008: EastEnders jako Dean
- 2009: Kumple jako Danny
- 2010: Morderstwa w Midsomer jako John Kinsella
- 2011: Budząc zmarłych jako Greg Potts
- 2012: Szpital Holby City jako Charlie Marsdyke
- 2015: Atlantis jako Diocles
- 2015-16: Poldark – Wichry losu jako kapitan McNeil
- 2017-2018: Syn jako Pete McCullough